# 錫爾維亞岩
63°18′S 57°54′W / 63.300°S 57.900°W
錫爾維亞岩（Silvia Rock），是南極洲的岩石，位於特里尼蒂半島附近，屬於迪羅克群島的一部分，處於阿古爾托岩東南部，由智利探險隊命名，現時由南極條約體系管理。